# Chribellphorura allanae
Genre
Espèce
Synonymes
- Onychiurus allanae Christiansen & Bellinger, 1980

Chribellphorura allanae, unique représentant du genre Chribellphorura, est une espèce de collemboles de la famille des Onychiuridae.

## Distribution
Cette espèce se rencontre en zone néarctique.

## Étymologie
Ce genre est nommé en l'honneur de Kenneth A. Christiansen et Peter F. Bellinger.

## Publications originales
- Christiansen & Bellinger, 1980 : The Collembola of North America, North of the Rio Grande: A Taxonomic Analysis. Grinnell College, Grinnell, Iowa, p. 1-1322.
- Weiner, 1996 : Generic revision of Onychiurinae (Collembola: Onychiuridae) with a cladistic analysis. Annales de la Société Entomologique de France, vol. 32, no 2, p. 163-200.